# Климов, Иван Дмитриевич
Иван Дмитриевич Климов (11 [24] июня 1904, село Волосово-Звягино, Калужская губерния — 29 октября 1978, Москва) — советский военачальник, генерал-полковник авиации (1944).
Депутат Верховного Совета СССР 1 созыва.

## Биография
Родился 11 (24) июня 1904 года в селе Волосово-Звягино Козельского уезда Калужской губернии (ныне Козельский район Калужской области) в семье железнодорожника.
В 1920 году, одновременно с учёбой 2-й ступени, окончил школу ученичества связи при станции Тула и с июня работал телеграфистом на ней. Вскоре был выбран на должность секретаря ячейки Общества добровольного Воздушного флота и члена губернского совета по планерной секции.

### Военная служба

#### Довоенное время
В мае 1926 года был призван в ряды РККА и направлен на учёбу в Военно-теоретическую школу ВВС РККА (Ленинград), после окончания которой в июле 1927 года был направлен на учёбу 1-ю военную школу лётчиков имени А. Ф. Мясникова, по окончании которой в декабре 1928 года был назначен на должность младшего лётчика в 17-й авиационной истребительной эскадрилье (15-я авиабригада), расположенной в составе Белорусского военного округа, а затем передислоцированного в Брянск (Московский военный округ). В марте 1930 года был назначен на должность командира авиазвена 17-й и 13-й авиаэскадрилий 15-я авиабригады, в сентябре 1932 года — на должность командира звена 71-го отдельного авиаотряда, в ноябре 1932 года — на должность командира авиаотряда 118-й авиационной истребительной эскадрильи, расположенной в Воронеже, а затем передислоцированной в Люберцы. В феврале 1934 года был назначен на должность командира авиаотряда в составе авиаэскадрильи особого назначения НИИ ВВС.
В мае 1936 года за успехи в учебно-боевой и политической подготовке и овладение в совершенстве техникой был награждён орденом Красной Звезды, а в 1937 году избран от Ростовского избирательного округа Ярославской области депутатом Верховного Совета СССР 1 созыва.
В мае 1938 года был назначен на должность командира 27-го истребительного авиационного полка, дислоцированного в городе Клин (Московский военный округ).
В 1939 году вступил в ряды ВКП(б).
В августе 1940 года был назначен на должность заместителя командира, а в декабре — на должность командира 24-й истребительной авиационной дивизии (Московский военный округ).

#### Великая Отечественная война
В конце июня 1941 года дивизия под командованием Климова была направлена на формирование 6-го истребительного авиационного корпуса ПВО, а Климов 4 июля был назначен на должность командира корпуса, который в ночь на 22 июля 1941 года активно участвовал в отражении массированного налёта авиации противника количеством более 220 тяжёлых бомбардировщиков на Москву.
9 ноября 1941 года был назначен на должность заместителя командующего Войсками ПВО по истребительной авиации — командующего истребительной авиацией ПВО РККА. С 20 марта 1942 года состоял в распоряжении командующего ВВС Красной Армии, после чего в апреле 1942 года был назначен на должность командующего 15-й ударной авиационной группой Северо-Кавказского стратегического направления, а в июне — на должность командира 236-й истребительной авиационной дивизии 5-й воздушной армии Северо-Кавказского фронта.
В июле 1942 года Климов и штурман Д. Л. Калараш на истребителе вылетели в район Ростова-на-Дону и были сбиты недалеко от линии фронта, из-за чего они выпрыгнули с парашютами, в результате чего Климов был тяжело ранен и доставлен на У-2 в госпиталь.
После излечения в октябре 1942 года был назначен на должность начальника отдела истребительной авиации Инспекции ВВС Красной Армии при заместителе наркома обороны СССР, в феврале 1943 года — на должность командира 5-го истребительного авиационного корпуса, принимавшего участие в ходе Харьковской, Ржевско-Вяземской, Орловской и Брянской наступательных операций.
В июле 1943 года был вновь назначен на должность командира истребительной авиацией ПВО Красной Армии — заместителя командующего артиллерией Красной Армии по истребительной авиации.

#### Послевоенная карьера
В апреле 1946 года был назначен на должность командующего истребительной авиацией — заместителя командующего войсками ПВО страны по истребительной авиации.
В январе 1947 года был направлен на учёбу в Высшую военную академию имени К. Е. Ворошилова, по окончании которой в феврале 1949 года был назначен на должность генерал-инспектора истребительной авиации Главной инспекции Вооружённых сил, в июле 1950 года — на должность заместителя Главного инспектора Советской Армии по ВВС, в мае 1953 года — на должность генерал-инспектора ВВС, а в августе 1956 года на должность старшего военного советника командующего ПВО и ВВС — заместителя Главного военного советника по ПВО и ВВС Министерства обороны Народной Республики Болгарии.
Вышел в запас в декабре 1958 года. Умер 29 октября 1978 года в Москве.

## Воинские звания
- капитан (1935)
- майор (1938)
- полковник (17.02.1939)
- Генерал-майор авиации (28.10.1941);
- Генерал-лейтенант авиации (26.11.1943);
- Генерал-полковник авиации (22.08.1944).

## Награды
- Два ордена Ленина (22.08.1944, 19.11.1951);
- Три ордена Красного Знамени (28.10.1941, 6.05.1946, 30.12.1956);
- Орден Кутузова 1-й степени (18.08.1945);
- Орден Суворова 2-й степени (16.05.1944);
- Два ордена Красной Звезды (25.05.1936, 3.11.1944);
- Медали.